# La cara oculta
La Cara Oculta (Brasil: O Quarto Secreto ) é um filme de suspense coproduzido por Colômbia e Espanha, dirigido por Andrés Baiz e lançado em 2011.

## Sinopse
Adrian (Quim Gutierrez) é o novo diretor da Orquestra Sinfônica de Bogotá, que com sua relação aparentemente ideal com sua namorada Belén (Clara Lago), se encontra em um momento perfeito tanto pessoal como profissionalmente. Mas tudo isso começa a mudar quando Belén começa a duvidar da fidelidade dele, é aí que ela desaparece. Adrian consumido pela culpa e tristeza pelo abandono uma noite vai para um bar para tentar esquecer suas mágoas, ali conhece Fabiana (Martina García), a empregada do bar. A partir daquela noite ele vai começar um relacionamento com a jovem garçonete que, junto com sua paixão pela música, vai ajudá-lo a tentar esquecer Belén. Mas na medida em que o relacionamento progride, Fabiana começa a fazer perguntas sobre o misterioso desaparecimento de Belén, e a investigação de um policial, um velho conhecido de Fabiana, vão aumentar ainda mais as dúvidas da jovem.

## Elenco
- Quim Gutierrez como Adrián
- Clara Lago como Belén
- Martina García como Fabiana